# Elim (Alaska)
Elim es una ciudad situada en el área censal de Nome en el estado estadounidense de Alaska. Según el censo de 2010 tenía una población de 330 habitantes.

## Demografía
Según el censo de 2010, Elim tenía una población en la que el 7,3% eran blancos, 0,0% afroamericanos, 89,7% amerindios, 0,3% asiáticos, 0,0% isleños del Pacífico, el 0,0% de otras razas, y el 2,7% pertenecían a dos o más razas. Del total de la población el 0,3% eran hispanos o latinos de cualquier raza.

## Localidades adyacentes
El siguiente diagrama muestra a las localidades más próximas a Elim.